# NGC 3137
NGC 3137 este o intermediate spiral galaxy⁠(d) situată în constelația Mașina Pneumatică. A fost descoperită în 5 februarie 1837 de către John Herschel. Se află la o distanță de 16,22 megaparseci de Pământ.